# Rosora
Rosora település Olaszországban, Marche régióban, Ancona megyében. Lakosainak száma 1818 fő (2023. január 1.). Rosora Arcevia, Castelplanio, Cupramontana, Maiolati Spontini, Montecarotto, Poggio San Marcello és Mergo községekkel határos.

## Népesség
A település lakossága az elmúlt években az alábbi módon változott:
| Lakosok száma | 1972 | 1956 | 1818 |
|               | 2017 | 2018 | 2023 |